# Strage di Campagnola
Il nome Strage di Campagnola o Eccidio di Campagnola, indica la strage avvenuta come rappresaglia dei tedeschi della SS presso Campagnola, frazione di Marzano Appio, il 10 ottobre del 1943.

## I fatti
La strage fu la rappresaglia dell'attentato della Contrada Ciselli. L'attentato della Contrada Ciselli si consumò l'8 ottobre, presso l'omonima località, quando un uomo, per sfuggire al rastrellamento del gruppo SS, lanciò una bompa a carta che aveva trovato a terra, uccidendo un militare tedesco. Il giorno precedente l'eccidio, il comandante della SS ordino l'uccisione di dieci civili per vendetta sul militare, Il giorno 10 (si presume nel pomeriggio), vennero consegnati ai tedeschi 10 civili. Qui ebbe poi luogo la vicenda di Alfonso De Quattro: il signore, vedovo, era stato preparato e attaccato al muro per essere trucidato, quando i suoi 9 figli si inginocchiarono ai piedi del padre, in lacrime. Il comandante, commosso, decise di risparmiare il signor De Quattro e con lui altri tre civili, ma ordinò che al loro posto venissero uccisi 2 capre e 2 asini. In tutto le vittime furono 6, più i 4 animali.

## Memoria
Ogni 10 ottobre di ogni anno, nella parrocchia di Campagnola, si svolge una messa di mezz'ora per i defunti vittime dell'eccidio. Qualche anno più tardi la strage, è stata eretta una lapide in memoria dei caduti.

## Vittime
Le vittime furono in tutto 6. Di seguito sono riportati i loro nomi:
1. De Quattro Luigi
2. De Quattro Paolo
3. De Quattro Vincenzo
4. Loffreda Paolo A.
5. Marcello Giacomo
6. Martino Antonio

Tutte le vittime furono sepolte presso il cimitero di Castagnola. Invece le carcasse degli animali furono ammassate tutte una sopra l'altra e bruciate. Le ceneri vennero poi disperse nelle campagne circostanti.